# سعود بن عبد العزيز آل سعود
سعود بن عبد العزيز بن عبد الرحمن آل سعود (1319- 1388 هـ / 1902- 1969 م)؛ ملك المملكة العربية السعودية الثاني، والحاكم الخامسَ عشرَ من أسرة آل سعود، من 9 نوفمبر 1953 إلى 2 نوفمبر 1964. وهو الابن الثاني من أبناء الملك عبد العزيز آل سعود الذكور من زوجته وضحى بنت محمد آل عريعر، ولد في السنة التي استعاد فيها والدُه الملك عبد العزيز آل سعود الرياض من آل رشيد. وهو الملك الوحيد من ملوك السعودية الذي انتهى حُكمه بالعزل من قبل أفراد العائلة المالكة وليس بالوفاة.
وفاة شقيقه الأكبر، تركي الأول بن عبد العزيز آل سعود، في عام 1919، جعلت سعود مرشحًا ليكون خلَفًا لوالده؛ فقد عيَّنه الملك عبد العزيز وليًّا للعهد في المملكة العربية السعودية في عام 1933. كان سعود قائدًا في فتوحات عبد العزيز التي أدَّت إلى تأسيس المملكة العربية السعودية في عام 1932. وكان نائبًا لمنطقة نجد من عام 1926 إلى 1932، وكان يُوفده والده إلى الدول المجاورة. أسهم في الإصلاحات المالية في المملكة العربية السعودية، وأعدَّ الميزانية الحكومية الأولى عام 1948، وأسس البنك المركزي السعودي عام 1952، وراقب سعود تطوير البنية التحتية للبلاد.
عند وفاة والده عام 1953، تولَّى سعود بن عبد العزيز آل سعود العرش، وأعاد تنظيم الحكومة. وأسَّس المبدأ الذي يفرض أن ملك المملكة العربية السعودية يرأس مجلس الوزراء. وسعى للحفاظ على عَلاقات ودِّية مع الولايات المتحدة، مع دعمه في الوقت نفسه للدول العربية الأُخرى في صراعها مع إسرائيل. وفي عهده، انضمَّت المملكة العربية السعودية إلى حركة عدم الانحياز في عام 1961. ومع ذلك، فإن عجز سعود عن مواجهة دين المملكة الوطني أدَّى به إلى صراع سُلطة مع شقيقه الآخر ووليِّ العهد، فيصل بن عبد العزيز آل سعود، وصلت ذروته إلى تنازله مُضطرًّا عن العرش وإعلان فيصل ملكًا. غادر سعود البلاد وحاول، بدعم من بعض أبنائه، استعادةَ العرش دون جدوى. وتوفي في أثينا باليونان، في عام 1969.

## نسبه
هو سعود بن عبد العزيز بن عبد الرحمن بن فيصل بن تركي بن عبد الله بن محمد بن سعود الأوَّل.

## سيرته

### نشأته وتربيته
ولد الملك سعود بن عبد العزيز آل سعود في 3 شوال 1319هـ الموافق 15 يناير 1902م، في السنة التي وافقت استعادة الملك عبد العزيز آل سعود، الرياض من آل رشيد، وذلك في منزل في قلب المدينة القديمة يدعى بيت العامر في الكويت في منطقة سكة عنزة التي كان يقطن فيها أفراد من قبيلة عنزة بقرب من بوابة السبعان ومسجد بن بحر وأيضًا المدرسة المباركية، الذي لقب لاحقًا بفريج سعود نسبة لآل سعود. كان يقطن سعود مع والديه وإخوته وجده الإمام عبد الرحمن بن فيصل وجدته سارة بنت أحمد السديري. وكان لقرب سعود وأخيه الكبير تركي الأول من جدهما وجدتهما في طفولتهما أكبر الأثر في تربيتهما، وكما يروي كبار السن من ذوي القربى كانت جدتهما تعاملهما منذ سن مبكرة كرجلين. بعد أن استقرت الأحوال في الرياض طلب عبد العزيز بن عبد الرحمن من والده وعائلته الحضور إليه في عام 1319هـ الموافق 1902م، حيث كان باستقبال أسرته بكل حب وشوق، لذا نشأ الأمير سعود مثله مثل أخوته وأوكل تدريس الأمير إلى الشيخ عبد الرحمن بن ناصر بن مفيريج أحد كبار قارئي ومجودي القرآن الكريم في ذلك الحين ليعلمه القراءة والكتابة، ويحفظ القرآن، ويفقهه في أمور الدين ويعلمه الحديث وكان له مدرسة المفيريج أكبر مدرسة في مدينة الرياض لتعليم القرآن والتفسير، وانقطع عن الدراسة الأمير سعود في ذلك الوقت حوالي أربع سنوات لإصابته بمرض الجدري. ولم تترك أثرًا سوى ندبة خفيفة على خده، تربى الأمير سعود مثل أخوته تحت ظل والده عبد العزيز آل سعود حيث يحضر مجالسه ومجالس جده الإمام عبد الرحمن وعندما كبر سعود واشتد ساعده وبلغ من العمر ما بلغ بدأ والده بمنحه مهام ذات البعد العسكري والسياسي والإداري وفوض له مهام خارج الدولة والتي تكسبه الحنكة السياسية الخارجية بعد أن تتلمذ في العلوم السياسية والدبلوماسية على يدي عبد الله الدملوجي والشيخ حافظ وهبة وهما من أعمدة بلاط والده خلال تلك الفترة، فكان لهذه النشأة أثرها الفاعل في تكوين شخصية الأمير سعود وبناء شخصيته وتنمية عقليته.

## مهمته السياسية الأولى
- سفارته في قطر: كانت أولى المهام السياسية التي أوكلت للأمير سعود سفارته إلى قطر في سنة 1334هـ الموافق 1915م في أعقاب معركة كنزان حيث كان يبلغ الثالثة عشر من عمره ويقود الوفد باسم والده لمعالجة بعض المشكلات المتعلقة بأطراف معركة كنزان ولبدء صفحة جديدة من العلاقات السعودية القطرية، ونجح في إتمام هذه المهمة حيث اكتسب الخبرة اللازمة في المحادثات السياسية وبدأ يتدرج في توليه للمهام العسكرية والسياسية والإدارية من ذلك الحين.[11]
- بداية المشاركة الحربية: بعد نجاحه في مهمته الأولى أصبح الأمير مطلعاً وشاهداً على التطورات التي مرت بها فترة حكم والده فبدأ يشارك معه في عدد من المعارك وكان أولها معركة جراب حيث لا تشير المصادر إلى دوره الفعال في هذه المعركة ولكن كان مرافقاً مع والده وأخيه تركي وشهد كيف تُدار المعارك وكيف يخطط لها كعمل ميداني حيث وقعت جراب بالقرب من الزلفي ضد أمير إمارة جبل شمر سعود الرشيد عام 1333هـ الموافق 1915م، وطلب منه والده ومن تركي أخيه العودة إلى الرياض مصطحبين أخيهما الأصغر محمد[12] بعد أن أوكل الملك عبد العزيز الأمير تركي على القصيم ليحميها من هجمات ابن رشيد في ذلك الحين تحرك الملك عبد العزيز وابنه سعود لمواجهة ابن رشيد في معركة ياطب حيث دارت رحى هذه المعركة سنة 1336هـ/1918م وكان النصر حليف الملك عبد العزيز. وأظهر سعود مع أخيه تركي الأول شجاعة فائقة رغم صغر سنهما، ولم يلبث الفرح بالانتصار إلا أن نهض مرةً أخرى ابن رشيد ونكث بالعهد فما كان من الملك عبد العزيز إلا أن يرسل حملة تأديبية له بقيادة ابنيه الأمير تركي والأمير سعود لقتاله ولكن ابن رشيد تراجع عن قراره وعاد إلى حائل.[13] وأيضاً شارك الأمير سعود بقيادة جيش لرد اعتداءات القبائل الموالية لأسرة آل رشيد في معركة وادي الشعيبة سنة 1337هـ الموافق 1918م قرب حائل وكانت الخطة هي الهجوم على حائل ولكن كان الأمير سعود لديه رأي مختلف واكتفى بما حصل عليه من انتصارات على القبائل لشدة الحرارة، وجفاف الأرض وأن جيشه غير مزود بمدفعية تسهل عملية دخول حائل ودك أسوارها. وشارك الأمير سعود في الحملة التأديبية بعد معركة تربة لتأديب المتمردين من قبائل عتيبة تحت زعامة الخراص من مشايخ عتيبة الموالين لشريف مكة حسين بن علي الهاشمي وذلك في مكان يسمى شرمه قرب مناهل الدفينة. وقد رافقه في هذه الغزوة ابن ربيعان وابن محيا وآخرون من كبار قبيلة عتيبة كما رافقه الشريف منصور بن غالب بن لؤي والأميران سلمان وسعود بن عبد الله من آل سعود. وقد انتصر سعود عليهم في مناهل الدفينة في أواخر رمضان عام 1338هـ الموافق 1919، وبعد تشتتهم لاحقهم للمرة الثانية بين الحجاز ونجد وأسر عدداً كبيراً من زعمائهم قبل العودة إلى الرياض.[14]

### ضم حائل
عند إتمام وضع التخطيط اللازم للهجوم وبدء العمليات العسكرية، بعث الملك عبد العزيز بابنه سعود على رأس قوة كبيرة من الإخوان الشعبية إلى جنوب جبل آجا من جبال شمر في حايل، فقام بالهجوم على آل الرشيد وكسب مغانم كثيرة، ولكنه وجد صعوبة في المزيد من التقدم بسبب جفاف المنطقة الشديد في تلك السنة فأمر الملك عبد العزيز بإرسال سرية إلى قرب البقيق بينما تقدم بنفسه إلى الأجفر ولكن بما أنهم لم يقاتلوا قامت القوات بالانسحاب عائدةً إلى الرياض عام 1338هـ الموافق 1919. كانت ثقة الملك عبد العزيز حينذاك بقدرة ابنه سعود على تحمل الأعباء وحده لا يرقى إليها الشك، فبدأ سعود ومن معه من الإخوان بمهاجمة بادية شمر ونزل معهم قرية الخاصرة شرقي حائل وانتصر عليهم وجمع منهم أموالا جمة، بينما توجه عمه محمد إلى أطراف حائل في الوقت الذي كلف فيه شيخ قبيلة مطير فيصل الدويش بالقيام بهجوم تضليلي من جهة الجنوب. وعند ابتداءً العمليات قرر الملك عبد العزيز استدعاء أخيه محمد وسلم القيادة العليا لسعود الذي قام بحصار حائل وتضييق الخناق عليها لمدة شهرين الذي لم تخف شدته حتى قيام عبد الله بن متعب الرشيد بخطوات المصالحة ومن ثم الاستسلام لمعسكر سعود الذي عُرف عنه الشهامة والمروءة وكرم الأخلاق. رحّب سعود بذلك واستقبل خصمه بالتقدير الذي يتلاءم مع وضعه كحاكم وضيف وقرر مرافقته شخصياً إلى الرياض لتقديمه لأبيه مما ترك ذلك الأمر أبلغ الأثر في نفس ابن الرشيد وشعر بالراحة هو وغيره من الراغبين في المصالحة والسلم منعاً للمزيد من إراقة من الدماء وصعوبة التعايش المشترك. كما رأى الملك عبد العزيز في ابنه سعود سمات فن التعامل مع الناس ودماثة الخلق التي مكنته من كسب ألد أعدائه أصدقاء مخلصين له كما فعل مع ابن الرشيد مما جعله يستعين به طوال حياته فيما بعد في معالجة أصعب الأمور ولا سيما ما يخص منها شؤون القبائل. ولكن بعد استسلام عبد الله بن متعب الرشيد وعودته إلى قبائل شمر وإبداء رغبته الصادقة في المصالحة مع إقدامه على تسليم نفسه لسعود، لم ترضى قبائل شمر بخطوة أميرهم عبد الله بن متعب الرشيد فاختارت لها أميراً آخر هو محمد بن طلال بن الرشيد للتصدي لقوات عبد العزيز، عندها أمر عبد العزيز ابنه سعود بالعودة إلى حائل لقيادة الجيش فيها والتصدي للمتمردين من آل الرشيد الذين محمد بن طلال بن الرشيد كانوا في مواجهة مع قوات فيصل الدويش ومساندة قوات الدويش. قام سعود بتنفيذ أوامر والده حتى تحقق لهذه القوة النصر واجبار قوات محمد بن طلال بن الرشيد بالتقهقر إلى حائل متزامنا ذلك مع وصول القوات السعودية للضغط عليهم عبر الهجوم من الشمال والشمال الشرقي تحت قيادة الملك عبد العزيز، بينما بقيت القوات التي يقودها سعود على مشارف جبل أُجا. شكلت هاتين القوتين النتيجة المرتقبة باستسلام حائل للمرة الثانية للقوات السعودية، وعندما قام المستسلمون بالسلام على عبد العزيز وجههم إلى خيمة ابنه سعود أيضا لأداء نفس الواجب. بعد الانتهاء من ضم حائل قامت القوات السعودية بضم الجوف أيضاً.

### المساندة في إدارة شؤونالرياض
بعد استسلام إمارة جبل شمر أمر الملك عبد العزيز بتوسيع عمليات قواته وكان سعود بجوار والده في الرياض يساعده في التخطيط ومراقبة التطورات والإشراف على تنفيذها فضمت القوات السعودية عسير لتضييق الخناق على الحجاز من الجنوب، ثم على الطائف ومكة المكرمة حتى تحقق له في عام 1343هـ الموافق 1924م، وجاء الملك الملك عبد العزيز للمرة الأولى في حياته مُحرماً إلى مكة تاركاً ابنه سعود في الرياض لإدارة الحكم تحت إشراف جَده الأمير الإمام عبد الرحمن حيث استمر سعود نائباً لوالده في الرياض حتى استَولى الملك عبد العزيز على جدة والمدينة المنورة، وبعد مبايعته في الحرم المكي، قُلِّدَتْ في جميع أنحاء البلاد، حيث أخذ أمراء المناطق المبايعة له نيابة عنه، وتولى أيضاً الأمير سعود قيادة شؤون نجد بعد حادثة الإخوان في معركة السبلة إذ كان على والده الخروج على رأس جيش لإخماد تبعات معركة السبلة من بعض القبائل في جُمادى الآخرة 1348هـ الموافق نوفمبر 1929م.

## إخماد فتنة الإخوان
حادثة المحمل كانت المِحكَّ الأول الذي أظهر الإخوان بمظهر مختلف، فتحوَّلوا بطريقة ما إلى مصدر للقلق وصُنع المشكلات التي هدَّدَت في وقت من الأوقات كلَّ جهود الملك عبد العزيز في بناء دولته الحديثة، فقد وقعت هذه الحادثة بعد ضمِّ الحجاز بوقت قصير، وكانت العادة في العهد العثماني أن تنسج مصر كسوة الكعبة وترسل في كل عام في مسيرة قافلة ضخمة يحيط بها الحرس وأمير الحج وحاشيته، وتتقدَّمهم فرقة موسيقية ممَّا أثار غضب الإخوان، فبدؤوا بالهجوم عليهم. 
فما كان من الملك عبد العزيز إلا أن أرسل ابنه بجيشه لمحاربة المعسكر المصري من جرَّاءِ هذا الهجوم، وقد سبَّبَت هذه الحادثة مشاكلَ سياسية بين السعودية ومصر. وامتدَّت مشكلة الإخوان واستمرَّت واتسع أفقها، لدرجة أن الملك عبد العزيز أدرك أن لا حلَّ لها إلا بإيقاف المتمرِّدين عند حدِّهم، دفعًا للفوضى التي أثاروها داخليًّا وخارجيًّا، فما كان منه إلا أن أعلن التعبئة العامَّة واستقرَّ في بُرَيدة منتظرًا ابنه الأمير سعود والأمير محمد للقاء المتمرِّدين في السبلة، ووُضِعَت خُطة محكمة للسيطرة على الوضع بأقل الخسائر حتى انتهت فتنة الإخوان.

## ولاية العهد
بانتهاء حركة الإخوان والقضاء على مقاومتهم، قرر الملك عبد العزيز التحضير لإعطاء صفة شرعية لبلاده وحكمه. فبدأ بإطلاق اسم المملكة العربية السعودية على الأجزاء التي وحّدها وإعلان ذلك في 17 جمادى الأولى 1351هـ الموافق 17 سبتمبر 1932. ثم تبع هذه الخطوة بالإعداد لإعلان ولاية العهد لابنه سعود بعد أن استوفى كافة الأوصاف الشرعية الواجب توفرها، وبعد أن أثبتت الأحداث دوره القيادي فيها ومعالجته الحكيمة والشجاعة للأحداث أصبح جديراً بأن يكون خليفته الرسمي لاستلام زمام الأمر من يديه عند اللزوم، مواصلاً جهاده وكفاحه لتحقيق وحدة صف الأمة والنهوض بها على المنهج والخطة التي رسمها. فرشحه لولاية العهد وتم الإقرار عليها بالإجماع من أفراد العائلة والمشايخ والعلماء وغيرهم من الرعية ونشرت صحيفة أم القرى في 30 محرم 1352هـ الموافق 25 مايو 1933، مقالاً عن مراسيم البيعة للأمير سعود والدور البارز الذي قام به الأمير محمد بن عبد الرحمن في الإعداد لهذه المراسيم وذلك بعد إصدار الملك عبد العزيز مرسوم ملكي من مجلس الشورى بجدة بمبايعة الأمير سعود ولياً للعهد وذلك في 16 محرم 1352هـ 11 مايو 1933، وطلب من جميع أفراد الأسرة الحاكمة وأعيان مناطق المملكة العربية السعودية وشيوخ القبائل بمبايعة الأمير سعود ولياً للعهد وكان الأمير سعود حينذاك في الرياض وتمت المبايعة في مكة في الحرم المكي.

### من أعماله أثناء ولاية العهد

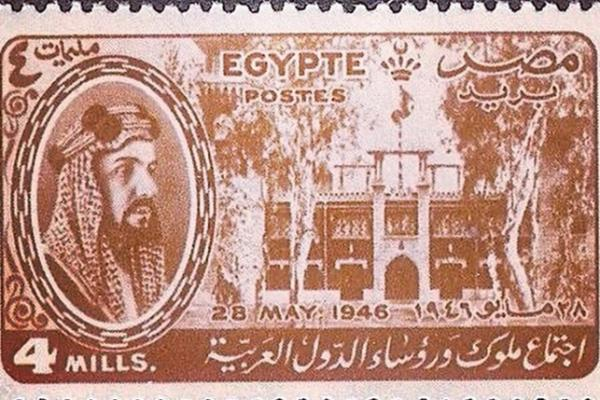
الملك سعود حضر أول اجتماع لجامعة الدول العربية عام 1946 في قصر أنشاص بمصر

خلال فترة توليه ولاية العهد، قام بالعديد من الإصلاحات الإدارية تحت إشراف والده الملك، وكانت البداية بعد نهاية الحرب العالمية الثانية عندما ساءت الأحوال الاقتصادية في العالم وتأثرت السعودية بذلك، فقام بدراسة الوضع المالي مع ذوي الخبرة والمسؤولين والمختصين بالأمور المالية، وتمت الاستعانة برجل الأعمال والاقتصادي اللبناني نجيب صالحه وذلك لإجراء إصلاحات تنظيمية في وزارة المالية على أسس حديثة والإشراف عليها، كما تمت الاستعانة بالخبير المالي الأمريكي «الدكتور يونغ» والذي تم بمشورته تأسيس مؤسسة النقد العربي السعودي في عام 1952، كما تمت الاستفادة من خدمات أمريكي آخر لتنظيم إدارة الجمارك، وكان من ضمن الإصلاحات المالية التي تمت إصدار ثالث ميزانية للدولة وفقًا للأسس العالمية المتبعة وكان ذلك في عام 1372 هـ الموافق 1952. وقام بإعداد دراسة مع خبراء أجانب عن الإصلاحات الإدارية والداخلية للمملكة، وتضمنت قائمة أهدافه تسوية النظم الإدارية والمالية ودراسة الأنظمة المتعلقة بالمشاريع الحيوية والتنموية، كما اختصت بالمشاريع الخاصة بالحج وتأمين المياه والإذاعة والجمارك، وكان من بين ما حملته الدراسة تأسيس مجلس خبراء من المختصين في الرياض لدراسة جميع أنشطة الحكومة في الشؤون المالية والقانونية والدينية والاجتماعية والنفط، على أن يُخْتَار هؤلاء الخبراء من دول العالم سواء كانوا من الوطن العربي أو الدول الصديقة، وأن يعمل هذا المجلس تحت رئاسة الملك وأن تكون له صلة مباشرة بهم وبمستشاريه أيضًا، على أن يكون دور الخبراء في إطار التخطيط والمشورة وليس الإدارة والتنفيذ، إلا أن الملك عبد العزيز قرر تأجيل تنفيذ هذه المقترحات في نجد إلى فترة لاحقة، ولكن ذلك لم يمنعه من إصدار مجموعة كبيرة من القوانين والأنظمة بشأن إصلاحات ضرورية في الحجاز، حيث أصدر بكونه وليًا للعهد مرسومًا حول عدد من الإصلاحات من تعيينات جديدة في عدة دوائر وإعادة تنظيم إدارة الأمن العام وإدخال تحسينات على نظم المحكمة الشرعية حتى توفر للجميع تسهيل أمورهم، وتعزيز نشاط هيئة الأمر بالمعروف والنهي عن المنكر. كما قام بإدخال خطة جديدة لإدارة شؤون الحج تشرف عليها الإدارة العامة للحج والإذاعة، كما عزز صلاحيات وزارة المالية وسيطرتها ومراقبتها على الميزانية والإنفاق والتوفير، كما قام بتأسيس مجلس للشؤون الاقتصادية وإدارتها، والمديرية العامة لشؤون البترول والمعادن. كما قام بتأسيس إدارة للأشغال العامة لتكون مخولة بإصلاح الأراضي البور والخالية للاستخدام الزراعي والقيام بحفر الآبار الارتوازية وتأسيس شركات تعاونية زراعية، وإنشاء إدارة مستقلة وعامة للجمارك.
وفي 15 ذو الحجة 1372 هـ الموافق 25 أغسطس 1953 عينه الملك عبد العزيز قائدًا عامًا للقوات المسلحة وقوى الأمن الداخلي، فقام بتحديث الجيش البري وسلاح الطيران عبر تزويدهما بالأسلحة وتدريبهما على أيدي خبراء أمريكيين على أحدث أساليب الحرب. وأيضًا قام بتوسعة أسطول الخطوط الجوية عبر شراء أربع طائرات وتنظيم رحلات جديدة داخل البلاد وإلى الدول العربية المجاورة لنقل الحجاج.

### الرحلات الرسمية وغير الرسمية

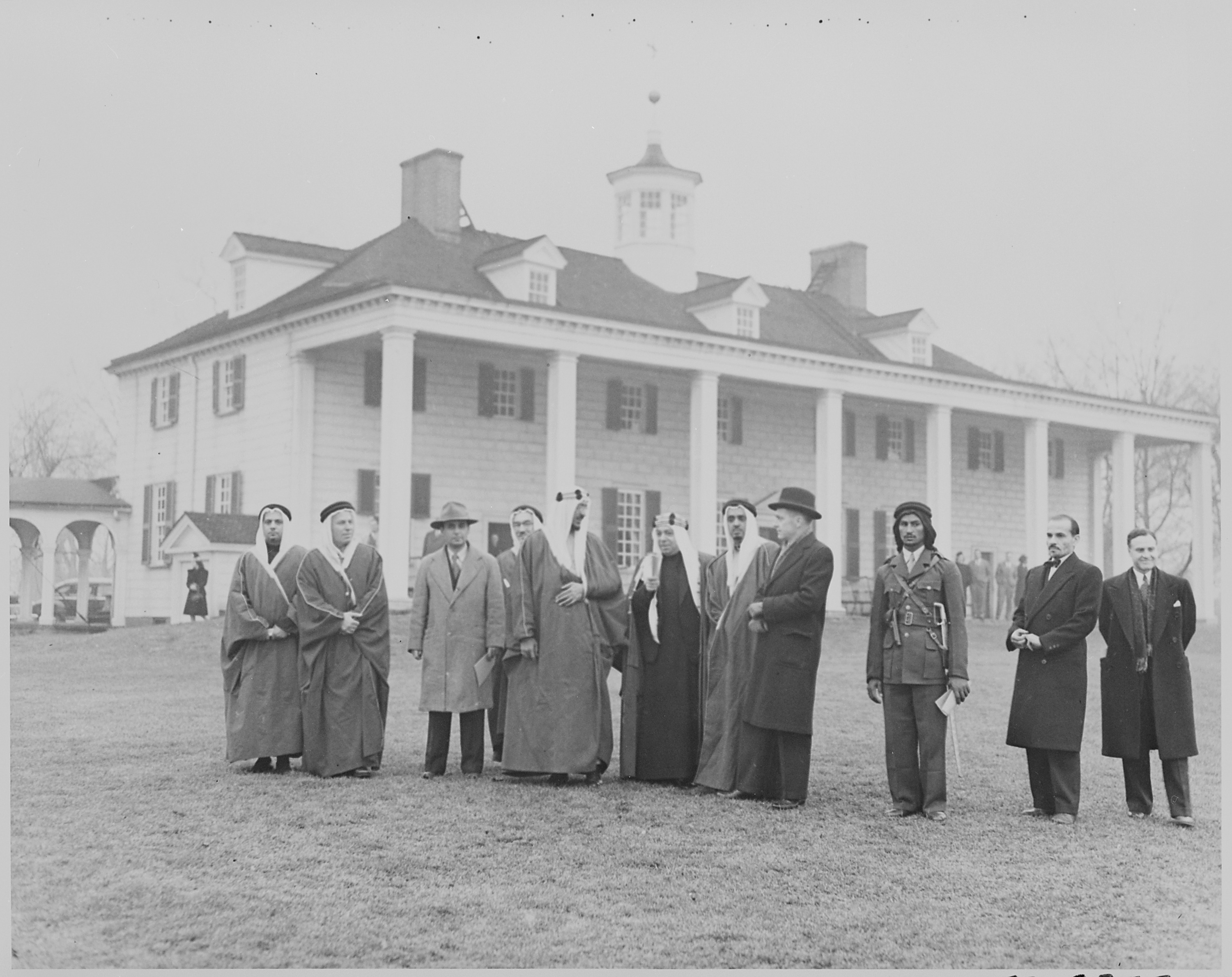
الملك سعود عندما كان وليا للعهد في زيارة رسمية للولايات المتحدة، بجانب منزل جورج واشنطن.

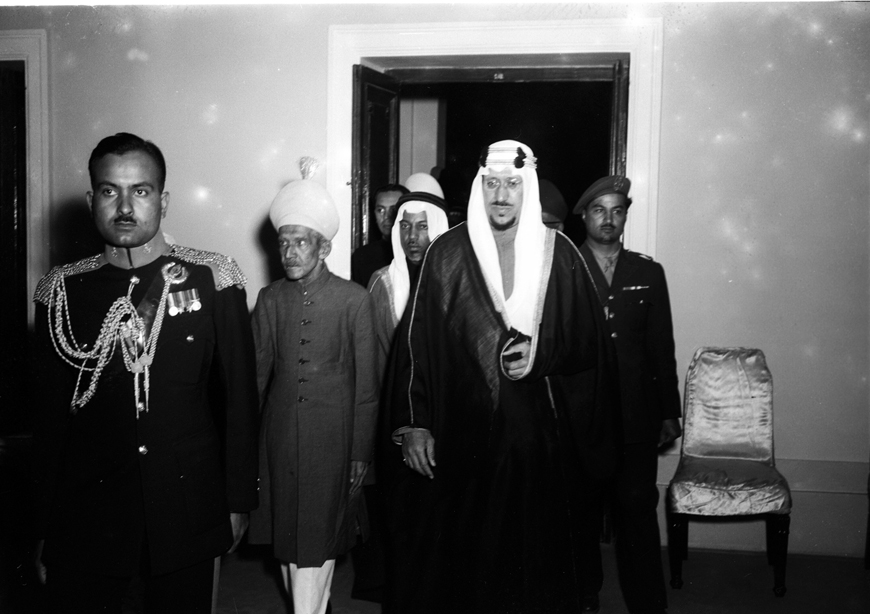
الملك سعود مع السُلطان عثمان علي خان خلال زيارته لحيدر أباد

شجع الملك عبد العزيز الأمير سعود على السفر إلى أوروبا. وتم إعداد برنامج شامل لزيارة العديد من الدول بما فيها إيطاليا، وفرنسا، وإنجلترا، وبعض البلدان العربية. وبعد انتهاء الرحلة الأوربية، واصل الأمير سعود رحلته إلى العالم العربي عبر الإسكندرية متوجهاً إلى القدس، وشرق الأردن وذلك في عام 1354هـ الموافق 1935. وكان يرافقه في هذه الرحلة وفد يضم فؤاد حمزة والدكتور مدحت شيخ الأرض. أما رحلته إلى الأردن فقد كانت في إطار رغبة والده المعلنة في توطيد العلاقات مع الهاشميين كما عبر عنها الملك عبد العزيز بعد حادث الاعتداء عليه في مكة. وكان استقباله في فلسطين استقبالاً حافلاً حيث صلى في المسجد الأقصى، والمسجد الإبراهيمي في الخليل. ويعتبر أول أمير سعودي يذهب إلى القدس، وقد رافقه في هذه الزيارة فهد ابن كريديس وصالح العلي، وخير الدين الزركلي إضافة إلى فؤاد حمزة، ومجموعة من المسؤولين في الحجاز. وتذكر المصادر البريطانية السرية أن رحلته إلى أوروبا تكللت بالنجاح الكبير بفضل أخلاقه الحميدة وشخصيته. وقد ذكرت أيضاً قي تقرير آخر لها أن دوره في الأردن اتسم بالمثالية وحققت هدفين: أولهما تحسين العلاقات مع البيت الهاشمي، وثانيهما توضيح دور المملكة في مساعدة عرب فلسطين في محنتهم. وفي وقت لاحق وقعت المملكة العربية السعودية في 1354هـ الموافق 2 نيسان 1936، معاهدة أخوة عربية وتحالف مع العراق التي فتحت مجالاً لتقوية العلاقات الدبلوماسية وإنشاء علاقات عسكرية كما شجعت على انضمام دول عربية أخرى إليها. وفي عام 1355هـ الموافق 1936، ولتعزيز هذا التفاهم وترجمته إلى واقع عملي ملموس، قام الأمير سعود بدعوة من الملك غازي بزيارة للعراق رحب فيها العاهل العراقي بالأمير سعود ترحيباً حاراً، وحققت هذه الزيارة نتائج إيجابية في توطيد العلاقات العامة بين البلدين. ثم وقّعت المملكة العربية السعودية معاهدة أخرى مع مصر اعترفت من خلالها مصر رسمياً بالمملكة العربية السعودية، وعلى أثرها بدأت الحكومة السعودية ابتعاث طلابها وطياريها إلى مصر للدراسة والتدريب. وقام الأمير سعود أيضا بزيارة البحرين في 13 شوال 1356هـ الموافق 15 كانون الأول 1937، بهدف تحسين العلاقات المتوترة بينها وبين قطر بسبب مسائل الحدود. وفي عام 1355هـ الموافق 1937، أوفد الملك عبد العزيز الأمير سعود إلى بريطانيا لتمثيله في الاحتفالات الخاصة بتتويج الملك جورج السادس في عام 1937 وقد استغل وجوده هناك لاستعراض العديد من القضايا الثنائية والعربية، ثم زار في السنة ذاتها العراق وسوريا ولبنان والأردن، وتلتها زيارة خاصة أخرى إلى بريطانيا في جمادي الثانية 1357هـ الموافق آب 1938، مع أخيه الأمير محمد ومكثا لمدة شهر وقد ذكرت بعض التعليقات على هذه الزيارة أنه كان لها أهداف سياسية أيضاً.

### رئيسًا لمجلس الوزراء
بعد أن عانى الملك عبد العزيز من وعكة صحية في عام 1953 أصدر في 1 صفر 1373 هـ الموافق 9 أكتوبر 1953 أمرًا بتعيينه رئيسًا لمجلس الوزراء.

## توليه الحكم ملكًا للسعودية

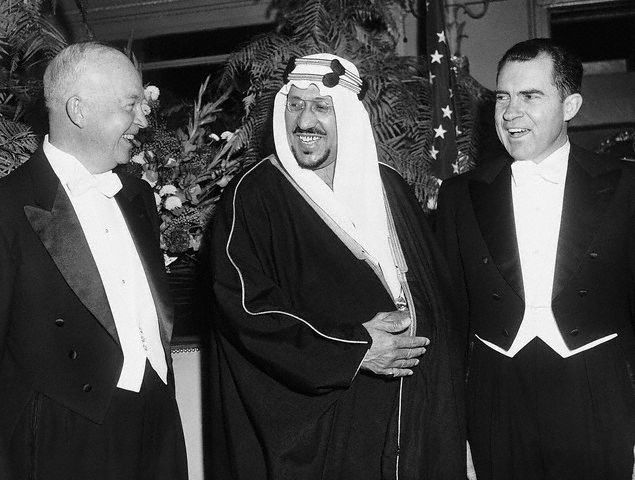
الملك سعود بجانب الرئيس الأمريكي ازيناهور وريتشارد نيكسون

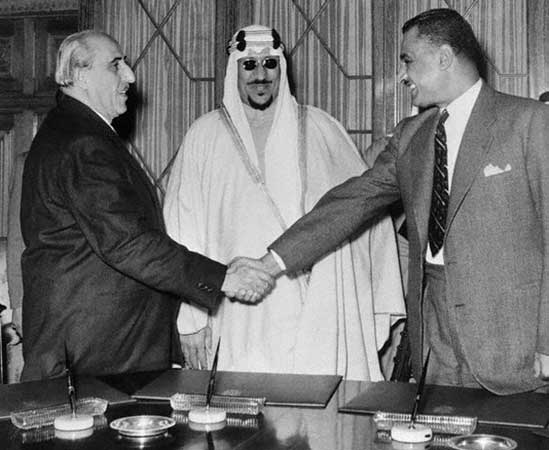
العاهل السعودي الملك سعود بن عبد العزيز آل سعود والرئيس السوري شكري القوتلي والرئيس المصري جمال عبد الناصر

تولى الحكم بعد وفاة والده الملك عبد العزيز آل سعود في الطائف 2 ربيع الأول 1373 هـ الموافق 9 نوفمبر 1953 ، وبويع ملكًا في 4 ربيع الأول 1373 هـ الموافق 11 نوفمبر 1953، وأعلن أخاه فيصل بن عبد العزيز آل سعود ولياً للعهد.

## المجال الحضاري
- في مجال التعليم والتدريب: كان اهتمامه موجهًا قبل كل شيء إلى نشر التعليم بكافة مجالاته، حيث قام في عام 1373 هـ بتأسيس وزارة المعارف والتي تولاها أخوه الأمير فهد، كما أسس المدارس في شتى المدن والقرى واستقدم لها مدرسين من الخارج، وافتتح أول جامعة وهي جامعة الملك سعود في الرياض وذلك في عام 1377 هـ الموافق لعام 1957، لحقها بافتتاح معهد الإدارة العامة للتنظيم الإداري بعام 1380 هـ الموافق لعام 1960م،[35] ثم أنشئت الجامعة الإسلامية في المدينة المنورة عام 1381 هـ الموافق لعام 1961، كما أمر بتأسيس كلية البترول والمعادن في الظهران التي افتتحت في 8 شوال 1384 هـ، بالإضافة إلى معاهد المعلمين الثانوية. كما اهتم بتعليم الفتيات، حيث تم التفكير بأن يشمل التعليم البنات أسوة بالبنين، وظهرت اعتراضات من بعض فئات المجتمع على فكرة تعليم البنات من الأساس، بينما نادى آخرون بجواز تعليمهن إلا أنه ينبغي ألا تقوم وزارة المعارف بهذه المهمة حتى وإن أنشأت مدارس خاصة بهن، وفي النهاية تقرر أن تتاح للفتيات فرصة التعليم، وافتتحت مدارس البنات في عام 1380 هـ الموافق لعام 1960.[4]
- في المجال الاجتماعي ونظام التدريب والعمل: قام في عام 1961 بتأسيس وزارة العمل والشؤون الاجتماعية (وزارة الموارد البشرية والتنمية الاجتماعية حالياً) والتي أوكل إليها مهام تقديم الرعاية لكبار السن والعجزة والأرامل والمطلقات، وحظر العمل الإضافي والحد من توظيف غير السعوديين لمواجهة مشكلة البطالة، وأصدر بعام 1382هـ/1962 نظام الضمان الاجتماعي والتقاعد.[36]
- في مجال المواصلات: ربطت المناطق في عهده بشبكة من الطرق البرية، كما اهتم بالطرق الزراعية التي تخدم القرى والمزارع. كما طُوِّرَتْ المطارات في الرياض وجدة والظهران والطائف وتبوك وحائل والقصيم. وفي عام 1381 هـ الموافق لعام 1961 افتتح ميناء الملك عبد العزيز في الدمام.
- في المجال العسكري: اهتم بالقوات المسلحة وبتطويرها، حيث أرسل بعثات للتدريب والدراسة في الخارج، كما قام في مارس من عام 1955 بتأسيس كلية الملك عبد العزيز الحربية.
- في المجال الصحي: أَسَّسَ عددا من المستشفيات في المناطق المختلفة، كما اهتم بمكافحة مرض الملاريا.
- في المجال الزراعي: قام في عام 1382 هـ بتأسيس البنك الزراعي وذلك لتقديم قروض ميسرة للمزارعين بدون فوائد، كما أعفى المعدات الزراعية من الرسوم الجمركية، وأمر بإقامة السدود على الوديان لحجز مياه الأمطار في جازان وأبها.
- في المجال الديني: اهتم بتوسعة المسجد الحرام وعمارته، حيث أسس هيئة عليا للإشراف على توسعة المسجد برئاسة ولي العهد ورئيس الوزراء الأمير فيصل بن عبد العزيز.[37] وكان من أبرز ما قام به الملك سعود، بأن أمر بفتح شارع وراء الصفا، وصرف مرور الناس والسيارات عن شارع المسعى، وفي سنة 1373هـ أمر بتركيب مضخة لرفع مياه زمزم. ثم في سنة 1374هـ أنشأ بناية لسقيا زمزم أمام بئر زمزم. وفي سنة 1375هـ اُسْتُبْدِلَتْ الشمعدانات الست بحجر إسماعيل عليه السلام بخمس نحاسية تضاء بالكهرباء. كما أمر بتبليط أرض المسعى بالأسمنت. ثم في الخامس من ربيع الأول سنة 1375هـ ألقى الملك سعود خطابه التاريخي بالشروع في توسعة المسجد الحرام التي أمر بها والده الملك عبد العزيز، وبدأ العمل في 4 ربيع الثاني من عام 1375هـ، وذلك بنزع ملكيات الدور والعقارات الواقعة في أرض التوسعة بعد تقدير أثمانها، وتعويض أصحابها، وتضمنت هذه التوسعة بناء ثلاثة طوابق الأقبية، والطابق الأرضي، والطابق الأول، مع بناء المسعى بطابقيه، وتوسعة المطاف، وصار بئر زمزم في القبو. كما شملت التوسعة إزالة مبانٍ كانت تضيق على المصلين والطائفين في صحن المطاف، مثل مظلة زمزم، وباب بني شيبة، والمقامات الأربع، وشملت أيضًا تحويل مجرى مياه الأمطار بين جبل الصفا والمبنى العثماني، وإحداث الميادين والشوارع ومواقف للسيارات ودورات للمياه ومواضع للوضوء قريبة من المسجد الحرام في جميع جهاته على أحدث نظام في ذلك الوقت.[38]

- المجال العمراني الخاص (قصره): أمر الملك عبد العزيز آل سعود ببناء القصر الأحمر في عام 1362هـ الموافق 1942م، ليكون قصراً لابنه وولي عهده الأمير (الملك) سعود بن عبد العزيز. تاريخ هذا القصر جزء من تاريخ الرياض الحديثة، وهو تحفة معمارية من حيث مساحته وتصاميمه الفريدة، وفيه كانت تسير أمور الدولة، كما يستقبل فيه الملوك ورؤساء الدول والحكومات، مثل جمال عبد الناصر وشكري القوتلي وأنور السادات ونهرو والملك طلال بن عبد الله وغيرهم. وكان القصر شاهداً على قرارات مهمة مثل قطع العلاقات مع كل من فرنسا وبريطانيا عام 1956م، ووقف تصدير النفط وغيرهما من المواقف التي كان لها تأثير في مجريات الأحداث حينها. كما كان للقصر مجلس للوزراء في عهد الملك فيصل والملك خالد وسنوات من عهد الملك فهد، وكان القصر الأحمر أول مبنى يُشيد بمادتي الأسمنت والحديد المسلح في الرياض، وتولى البناء المقاول محمد بن لادن مع مهندسين مصريين، وانتهوا من بنائه عام 1364هـ.فسكنه الأمير سعود (الملك) مع والدته وبعض زوجاته وأولاده إلى أن انتهت قصور الناصرية فانتقل إليها عام 1376هـ، ووهب الملك سعود القصر الأحمر للدولة، وصار مقراً لمجلس الوزراء، واستمر القصر مقراً لمجلس الوزراء في عهد الملك فيصل والملك خالد والملك فهد حتى عام 1408هـ، حيث انتقل مجلس الوزراء إلى قصر اليمامة بعد اكتماله، وأصبح مقراً لديوان المظالم.[39] قصر الناصرية، في أواخر عام 1956م افتتح الملك سعود قصر الناصرية الجديد بالرياض في الحي الملكي (حي الناصرية) وهي مزرعة اشتراها الملك سعود من شخص اسمه بن ناصر لتتحول هذه المزرعة إلى واحدة من أهم أحياء الرياض.[40]

## عزله عن الحكم
عانى في سنوات حكمه الأخيرة من أمراض متعددة منها آلام بالمفاصل وارتفاع ضغط الدم وكان ذلك يستدعي منه الذهاب إلى الخارج للعلاج، وبسبب الأمراض واشتدادها عليه فإن ذلك جعله لا يقوى على القيام بأعمال الحُكم، وبدأت الخلافات تظهر بينه وبين وليِّ عهده الأمير فيصل التي تطوَّرت واتسعت، وبسبب ذلك دعا الأمير محمد (أكبرُ أبناء الملك عبد العزيز بعد سعود وفيصل) إلى اجتماع للعلماء والأمراء عُقد في 29 مارس 1964، وأصدر العلماء فتوى تنصُّ على أن يبقى هو ملكًا على أن يقوم الأمير فيصل بتصريف جميع أمور المملكة الداخلية والخارجية بوجود الملك في البلاد أو غيابه عنها. وبعد صدور الفتوى أصدر أبناء الملك عبد العزيز وكبار أمراء آل سعود قرارًا موقعًا يؤيِّدون فيه فتوى العلماء، وطالبوا فيه الأمير فيصل بصفته وليًّا للعهد ورئيسًا لمجلس الوزراء بالإسراع في تنفيذ الفتوى. 
في اليوم التالي اجتمع مجلس الوزراء برئاسة النائب الأول لرئيس مجلس الوزراء الأمير خالد بن عبد العزيز واتخذوا قرارًا بنقل سُلطات الملك سعود إلى الأمير فيصل، استنادًا إلى الفتوى وقرار الأمراء، وبذلك أصبح الأمير فيصل بن عبد العزيز نائبًا عن الملك في حالة غيابه أو حضوره. وبعد صدور هذا القرار توسَّع الخلاف بينه وبين أخيه فيصل، وازداد عليه المرض. ولكل تلك الأسباب اتفق أهل الحلِّ والعَقْد من أبناء الأسرة المالكة أن الحل الوحيد لهذه المسائل هو خلعه من الحُكم، وتنصيب الأمير فيصل ملكًا، وأرسلوا قرارهم إلى علماء الدين لأخذ وجهة نظرهم من الناحية الشرعية، فاجتمع العلماء لبحث هذا الأمر، وقرَّروا تشكيل وفد لمقابلته لإقناعه بالتنازل عن الحُكم، وأبلغوه أن قرارهم قد اتُّخِذ وأنهم سيوقِّعون على قرار خلعه عن الحكم، وأن من الأصلح له أن يتنازل، إلا أنه رفض ذلك.
وفي 26 جمادى الآخرة 1384 هـ الموافق 1 نوفمبر 1964 اجتمع علماء الدين والقضاة، وأعلن مفتي المملكة العلَّامة محمد بن إبراهيم آل الشيخ خلعَ الملك سعود عن الحُكم ليخلفه الأمير فيصل ملكًا. وفي يوم 27 جُمادى الآخرة 1384 هـ الموافق 2 نوفمبر 1964 بويع الأمير فيصل ملكًا.
وقد اعترف سعود رسميًّا بخلعه من الحُكم في 3 يناير 1965، وذلك عندما أرسل كتابَ مبايعة للملك فيصل بايعه فيه بالحكم.

## وفاته
غادر سعود بن عبد العزيز آل سعود البلاد للعلاج في اليونان سنة 1385هـ الموافق 1965م؛ وتوفي يوم السبت 6 ذي الحِجَّة 1388هـ الموافق 23 فبراير (شُباط) 1969م في أثينا عن عمر ناهز 67 سنة، ونُقل جُثمانه إلى مكة المكرَّمة حيث صُلِّي عليه في المسجد الحرام، ودُفن في مقبرة العود في الرياض. ويروي السيد مكي عشماوي بأن التلفزيون والراديو السعودي أعلن وفاته وقطع برامجه المعتادة، وعرض آيات من الذِّكر الحكيم، وأن الملك فيصل بن عبد العزيز آل سعود وإخوته الباقين حضروا الصلاة عليه ومراسم الدفن.

## وصلات خارجية
- الموقع الرسمي للملك سعود بن عبد العزيز آل سعود
- سعود بن عبد العزيز آل سعود على موقع الموسوعة البريطانية (الإنجليزية)
- سعود بن عبد العزيز آل سعود على موقع مونزينجر (الألمانية)

| سبقه تركي (الأول)                     | ترتيب أبناء الملك عبد العزيز             | تبعه فيصل               |
| سبقه عبد العزيز بن عبد الرحمن آل سعود | ملك المملكة العربية السعودية 1953 - 1964 | تبعه فيصل بن عبد العزيز |